# Ernest Henri Dubois
Ernest Henri Dubois, född 16 mars 1863 i Dieppe, död 30 december 1930 i Paris, var en fransk skulptör.
Dubois utförde statyer och en mängd porträttbyster; framförallt kan nämnas gruppen Den förlorade sonen förlåtes (i marmor på Glyptoteket i Köpenhamn) samt monumentet över Wilhelm Bousset i katedralen i Meaux.